# Ludificació
La ludificació (o gamificació, adaptació no normalitzada del terme anglès gamification) és l'ús dels elements i de la mecànica del joc en contextos aliens a aquest, amb l'objectiu d'orientar el comportament de les persones i aconseguir determinades fites, com per exemple aconseguir una vinculació especial amb els usuaris, incentivar un canvi de comportament o transmetre un missatge o contingut. No s'ha de confondre amb el joc seriós ni amb la teoria dels jocs.
La paraula anglesa gamification ve del mot game, que significa 'joc'. De manera anàloga, l'acceptació en català «ludificació» prové del mot llatí ludus, que significa 'joc''. La primera vegada que s'empra la paraula gamification és l'any 2003, quan Nick Pelling funda la consultora Conundra, que ofereix utilitzar les mecàniques de joc com a recurs per vendre productes de consum.
A partir de l'experiència virtual lúdica dels videogamers s'han registrat canvis com l'augment de la creativitat, de les capacitats perceptives i de la presa de decisions o millores en la visió per a la conducció nocturna, entre d'altres efectes. Entre les qualitats que mostren els videojugadors en línia hom ha detectat algunes que esdevenen desitjables tant en els escolars, com en l'e-learning i en la formació i aprenentatge al llarg de tota la vida, capacitats considerades competències essencials en la “societat del coneixement”. Ens referim a qualitats com poden ser: la persistència, l'atenció als detalls o la proactivitat.

## L'arrel de la paraula ludificació
Al llibre The Gamification of Learning and Instruction: Game-Based Methods and Strategies for Training and Education, abans d'endinsar-se en la descripció o definició del concepte de ludificació, Karl M. Kapp defineix primer l'arrel de la paraula gamificació. Què és un joc?, es pregunta. Segons ell hi ha hagut moltes definicions diferents i intents de definir el terme, però una de les definicions que més s'apropa per a la seva aplicació al context instruccional va ser la que van proposar Katie Salen i Eric Zimmerman al llibre Rules of Play: Game Design Fundamentals.
| « | Un joc és un sistema en què els jugadors participen en un conflicte artificial, definit per regles, que té un resultat quantificable. | » |

Kapp creu que fins i tot aquesta definició ha de ser modificada per adequar-se a un context d'aprenentatge, i proposa substituir algunes paraules de la definició original i afegir-hi el concepte de reacció emocional basada en la idea de diversió presentada per Ralph Koster a la seva obra A Theory of Fun.
“Un joc és un sistema en què els jugadors participen en un repte abstracte, definit per regles, interactivitat, i retroacció o feedback, que té un resultat quantificable i que sovint provoca una reacció emocional.”
Malgrat que l'arrel de la paraula gamification sigui game (joc, en català), ambdós conceptes són diferents. Cal distingir entre l'aprenentatge basat en el joc i la ludificació. L'objectiu d'ambdues tècniques és motivar i millorar l'assimilació de continguts durant un procés d'aprenentatge, però, mentre la primera es basa en l'ús del joc educatiu, la segona consisteix en introduir elements i tècniques del joc en un context de no-joc.
Per exemple, en el cas del joc clàssic la xarranca, els tres conceptes esmentats serien:
- Joc: es juga tirant una pedra en una casella numerada i es fan salts a peu coix seguint un camí al llarg de les caselles per a recuperar-la.
- Aprenentatge basat en el joc: la xarranca es pot usar per a treballar el concepte de nombres parells i senars inventant alguna norma nova de l'estil: trepitja nombres senars saltant a peu coix i nombres parells saltant amb els dos peus junts.
- Ludificació: la xarranca, en un context organitzat, és un exemple de ludificació. Les caselles poden ser nivells i cada salt pot representar una tasca a fer. Quan es reeix fer la tasca, es rep una recompensa i se salta al nivell següent.

## Tècniques de ludificació
La ludificació parteix del coneixement dels elements que fan atractius els jocs i de la predisposició dels humans a la competició, a assolir fites, a l'autoexpressió, a la col·laboració: es tracta dels components, mecàniques i dinàmiques que aconsegueixen que les persones s'orientin en l'acció, de manera que es mostrin disposades a esforçar-se, concentrar-se, superar-se o comunicar-se per aconseguir l'objectiu que el joc proposa. Tanmateix, no es tracta de dissenyar un joc, sinó d'identificar, dins d'una activitat, tasca o missatge (en definitiva, en un entorn de no-joc), aquells aspectes susceptibles de ser convertits en joc.
Aplicar la ludificació no és fàcil i cal que es tinguin en compte certs factors que a la vegada estan relacionats amb el joc i l'actitud de jugar i que ja va definir l'historiador i filòsof neerlandès Johan Huizinga a la darreria de la dècada de 1930:
- Ha de ser lliure, és voluntari i no és obligatori.
- No és la vida real ni ordinària.
- Es diferencia de la vida ordinària en localització i en durada: té els seus propis límits espacials i temporals.
- Té el seu propi ordre: es regeix per unes normes.
- No té, en essència, cap interès material ni produeix beneficis.

Posteriorment, el filòsof francès Caillois, basant-se en la teoria desenvolupada per Johan Huizinga al seu llibre Homo Ludens, va descriure les característiques següents:
- Separat: té definits límits de temps i d'espai.
- Incert: no se sap quin curs seguirà ni si s'assoliran els objectius i deixa marge per tal que els jugadors innovin.
- Improductiu: no produeix béns ni riqueses.
- Governat per normes.
- Ficció: involucra una segona realitat o realitat imaginària en contraposició a la realitat.

Altres autors, com Jane McGonigal, defensen que els punts clau imprescindibles de tot joc i, per tant, també de la ludificació, són:
- Objectiu: resultat que els jugadors volen aconseguir participant en el joc.
- Normes: determinen les limitacions que els jugadors tenen per tal d'aconseguir l'objectiu del joc.
- Retroalimentació: informa als jugadors sobre el seu progrés amb relació a l'assoliment de l'objectiu.
- Participació voluntària: els jugadors en tot moment accepten jugar coneixent l'objectiu, les normes i el sistema de retroalimentació establert.

El que tenen en comú totes les estratègies i enfocaments és que intenten influir en la motivació de les persones per fer certes tasques i, per això, es recorre a les teories antropològiques clàssiques sobre aquesta temàtica, com per exemple la del conductisme radical del psicòleg americà Burrhus Frederic Skinner, la piràmide d'Abraham Maslow i les propostes del filòsof francès Roger Caillois.

### Tipus de tècniques
En la ludificació s'utilitzen diverses tècniques de tipus mecàniques, dinàmiques i estètica, que estan basades en els jocs.
Les tècniques mecàniques esdevenen la manera de fer visible als usuaris el seu progrés en funció dels objectius aconseguits.: Les més utilidades són les següents:
- Punts (Points): s'assigna un valor quantitatiu a determinades accions i es van acumulant els punts a mesura que es realitzen les accions pertinents. Permeten seguir el progrés dels jugadors i aquests senten que estan recompensats. En general es vinculen a nivells. Hi ha diversos tipus de punts usats en ludificació:
  - d'experiència, que es guanyen a partir de les accions dels jugadors i s'utilitzen per a seguir i recompensar certes activitats. Són un reflex de l'habilitat i la persistència;
  - compensables, que són com els d'experiència excepte que es poden canviar per tal d'adquirir béns i serveis reals (com els punts de les companyies aèries o dels supermercats);
  - d'habilitat, que s'aconsegueixen interactuant amb el joc o sistema. Són un reflex del domini del joc o activitat;
  - socials o de reputació, que s'aconsegueixen mitjançant les accions d'altres jugadors (com els like de les xarxes socials);
  - moneda, que es pot canviar per moneda real per a adquirir béns i serveis.
- Medalles, insígnies o premis (Badges): són representacions gràfiques del que es va aconseguint en el joc a mesura que s'aconsegueixen diferents objectius i normalment es col·leccionen. Són una de les mecàniques que més fa que un jugador s'enganxi al joc o sistema i són molt útils quan es vol fomentar el rol explorador del jugador.
- Classificacions (Leaderboards): classificar als usuaris segons les puntuacions obtingudes, tot destacant els millors en la classificació general. Si no es combina amb cap altra mecànica que mostri el progrés dins del joc, només motivarà als usuaris competitius en detriment dels que no ho són.

Aquestes tres mecàniques són les més habituals en ludificació i en anglès es coneixen com a PBL (Points, Badges and Leaderboards). Altres mecàniques són les següents:
- Nivells: indiquen el grau de progrés en un joc o activitat. A mesura que s'assoleixen els objectius plantejats, se superen proves, s'aconsegueixen punts, … es va passant de nivell. Permeten mantenir la motivació de l'usuari.
- Regals o béns virtuals: béns que es donen als jugadors de manera gratuïta en aconseguir un objectiu concret.
- Desafiaments: petites competicions entre usuaris, en què el millor obté més punts o un premi concret.
- Missions i reptes: en ludificació missions i reptes són sinònims. Una missió consisteix en realitzar una sèrie d'accions per tal d'aconseguir un objectiu, ja sigui individualment o bé en equip.

Les tècniques dinàmiques fan referència a la motivació del propi usuari per jugar i seguir endavant en la consecució dels seus objectius. Algunes de les tècniques dinàmiques més utilitzades són les següents:
- Recompensa: obtenir un benefici merescut després d'haver realitzat una acció o haver assolit un objectiu. La seva finalitat és que el comportament de l'usuari es repeteixi i n'hi ha de diferents tipus:
  - fixes: l'usuari sap a l'avançada quin premi aconseguirà en assolir un objectiu;
  - aleatòries: l'usuari sap que rebrà un premi en assolir un objectiu, però no sap quin serà;
  - inesperades: són recompenses que els usuaris no saben que existeixen i que reben en assolir un objectiu no descrit amb anterioritat;
  - socials: són recompenses que es reben dels altres jugadors.
- Estatus: s'entén com un sentiment de reconeixement per part dels altres, de manera que s'estableix en un nivell social valorat per l'entorn proper.
- Assoliment: és allò que té cert nivell de dificultat però que es pot aconseguir després d'un esforç raonable. Es fomenta a partir de la superació d'un mateix i provoca satisfacció personal.
- Competició: l'afany de competir i arribar més lluny que els altres. És un factor de motivació, però cal trobar l'equilibri entre la competició i la cooperació.
- Autoexpressió: per a diferenciar-se de la resta per mitjà de l'avatar i els béns virtuals.
- Altruisme: donar i rebre regals d'altri (seria recompensa social).
- Feedback: saber en tot moment si el seu esforç i treball li permetran assolir els objectius.
- Diversió: fonamental quan es juga.

El tercer tipus de tècniques és l'estètica, que fa referència a les respostes emocionals del jugador provocades pel joc i que està relacionat amb l'àmbit de les experiències. Hunicke, LeBlanc i Zubeck proposen una taxonomia amb les sensacions següents:
- Sensació: el joc com un plaer sensorial.
- Fantasia: el joc com una recreació (fer possible una situació).
- Narrativa: el joc com un relat.
- Repte: el joc com una cursa d'obstacles.
- Companyonia: el joc com un marc social.
- Descobriment: el joc com un territori per descobrir.
- Expressió: el joc com a descobriment d'un mateix.
- Submissió: el joc com un passatemps.

### Tipus de jugadors
A l'hora de ludificar un projecte cal tenir en compte qui en són els destinataris. En aquest sentit diversos autors han descrit els tipus de jugadors.
Richard Bartle defineix quatre tipus de jugadors: aconseguidor (achiever), que prefereix acció en el context del joc (world-oriented); competidor (killer), que prefereix acció respecte els altres jugadors (player-oriented); socialitzador (socializer), que prefereix la interacció amb altres jugadors (player-oriented) i explorador (explorer), que prefereix interacció amb el món (world-oriented).
Una altra autora, Ami Jo Kim, proposa la seva matriu d'acció social, en què inclou les accions que motiven més a cada tipus de jugador:
- expressers (creadors), a qui els motiven les oportunitats per a autoexpressar-se;
- competitors (competidors), a qui els motiva posar a prova les seves habilitats i veure fins on poden arribar;
- collaborators (col·laboradors), a qui els motiva treballar amb els altres per a assolir una meta més complicada;
- explorers (exploradors), a qui els motiva obtenir nous coneixements, explorar els límits i conèixer les regles que regeixen un espai.

Marczewski proposa sis tipus de jugadors, dels quals alguns apareixen en les taxonomies de Bartle i Kim:
- disruptor (disruptor), a qui els motiven els canvis i pretenen “desmuntar” el sistema creat;
- 'free spirit (esperit lliure), a qui els motiva l'autonomia i l'autoexpressió per tal de crear i explorar;
- achiever (aconseguidor), a qui els motiva el mestratge i, per tant, els agraden els reptes;
- player (jugador), a qui els motiven les recompenses, inclou el killer de Bartle;
- socializer (socialitzador), a qui els motiva relacionar-se amb els altres i crear contactes socials;
- philantropist (filantrop), a qui els motiven la intenció i el significat, sentir-se part de quelcom més gran. Són altruistes.

Una altra classificació és la que proposa Chou, que es basa en el seu marc formal de disseny Octalysis, i en els treballs previs de Bartle i Marczewski. Chou descriu vuit tipus de jugadors:
- Relacionats amb la motivació intrínseca:
  - achiever (aconseguidor), que actuen sobre el sistema per raons intrínseques;
  - philantropist (filantrop), que actuen sobre els usuaris per raons intrínseques;
  - socializer (socialitzador), que interactuen amb els usuaris per raons intrínseques;
  - free spirit (esperit lliure), que interactuen amb el sistema per raons intrínseques.
- Relacionats amb la motivació extrínseca:
  - self-seeker (autònom), que actuen sobre els usuaris per recompenses externes;
  - consumer (consumidor), que actuen sobre el sistema per recompenses externes;
  - networker (treballador en xarxa), que interactuen amb els usuaris per recompenses externes;
  - exploiter (explotador), que interactuen amb el sistema per recompenses externes.

### Relació entre les tècniques i els jugadors
Per a gamificar cal saber quin tipus de jugadors hi ha al davant i, a partir d'aquí, dissenyar de manera que els siguin ofertes les accions que més els motivin; és a dir, cal escollir les tècniques en funció dels jugadors.
Si els jugadors són disruptors, cal usar elements que els permetin crear les pròpies regles o que puguin escollir camins. Els jugadors d'esperit lliure són exploradors per naturalesa, per tant, premis sorpresa, nivells o avatars són molt adequats. La competitivitat dels aconseguidors fa que tècniques com les missions i reptes, els nivells o les classificacions siguin adients per a aquest tipus de jugadors. Els jugadors tipus player són els que seran fàcilment motivables amb punts, medalles/premis/insígnies i classificacions (PBL: Points, Badges, Leaderboards). Tècniques d'altruisme i d'estatus, així com treballar en petits equips, són oportunes per als jugadors de tipus socialitzador. Als filantrops els atrauen les col·leccions i poder regalar, o sigui que les medalles o premis són elements adients en aquest cas.
El marc de disseny formal Octalysis de Chou també estableix quins són els elements més adients en funció del tipus de jugador i insisteix en la importància de crear un disseny equilibrat que satisfaci les necessitats de qualsevol usuari, així com fomentar els factors motivadors intrínsecs.

## Disseny de la ludificació
L'efectivitat de la ludificació depèn de l'actitud lúdica, és a dir, de la voluntat d'acceptar i respectar les regles del món del joc. L'actitud lúdica és la que permet connectar-se en “mode joc”. Un entorn lúdic promou l'aprenentatge i la creativitat, mentre que un estat d'ànim lúdic millora la creativitat i la capacitat de resoldre creativament un problema.
Per tal que el procés de gamificació es realitzi amb èxit, cal seguir una seqüència de passos. Una eina molt útil són els marcs formals de disseny de ludificació (gamification design frameworks, en anglès), que sistematitzen els passos a seguir i els elements a tenir en compte per tal d'arribar a una bona solució.
Hi ha marcs de disseny formals genèrics com el que va definir Dustin Di Tommaso, Framework for Success, basant-se en la teoria de l'autodeterminació, que proposa seguir els passos següents: descobrir el motiu pel qual es vol gamificar, identificar el perfil dels jugadors i quins són els eixos motivadors, establir la meta i els objectius, descriure les habilitats, assegurar que aquestes siguin mesurables, definir lents d'interès, resultats d'aprenentatge (gràcies al feedback), fer una prova i polir.
El marc formal de disseny més conegut és el dels sis passos o 6D de Werbar i Hunter. Aquest comença establint els objectius i després procedeix a orientar els comportaments esperats, descriure els jugadors, dissenyar els cicles d'activitat sense oblidar la diversió i finalment desenvolupa el sistema de ludificació amb les eines apropiades.
Hi ha altres marcs de disseny més senzills com el de Marczewski, anomenat GAME (Gather, Act, Measure, Enrich), que consta de dues fases: una primera fase de definició del problema, que inclou la definició d'usuaris i d'èxit; una segona fase de disseny i construcció de la solució, que inclou tenir en compte els comportaments, les motivacions, les emocions i les mecàniques. Marache-Francisco i Brangier van definir un marc de dissent basat en els principis d'interacció ordinador-humà, que consta de dos passos iteratius: l'anàlisi del context (intencions, usuaris, tasques i situació) i la concepció iterativa de la ludificació (elecció de l'experiència de gamificació que es vol dissenyar, escollint els elements i planificant l'evolució de la interacció).
Octalysis és el marc formal de disseny complet proposat per Yu-Kai Chou, qui assegura que la gamificació fonamenta el seu procés en la motivació humana. Aquest disseny se centra en l'humà i no en la funció. Es basa en un octàgon tal que cada costat representa una de les vuit unitats centrals de motivació: significat, desenvolupament i realització, empoderament de creativitat i retroalimentació, propietat i possessió, influència social i relacions, escassetat i impaciència, imprevisibilitat i curiositat, pèrdua i evitació.
Amb l'objectiu d'incrementar la sostenibilitat de l'impacte de les aplicacions gamificades, Al Marshedi, Wills, Wanick i Ranchod van descriure el marc formal de disseny SGI (Sustainability Gamification Impact), que conté els components següents: flux, relació, propòsit, autonomia i domini en el disseny d'aplicacions gamificades.
En el camp educatiu, hi ha el marc formal de disseny anomenat MAGIC (Mètode Aplicat de Gamificació: indicadors i criteris), desenvolupat per Hierro i Marin, com a guia en el procés de gamificar un projecte educatiu, que consta dels onze passos següents: actitud lúdica, objectius, destinataris, indicadors, recursos, dimensió estratègica i metodològica, punt lúdic, elements de joc, jocs de simulació (ARG, Serious Game, Dinàmica Lúdica…), joc i avaluació del sistema.
Una altra manera de dissenyar és fer ús de plantilles. Una plantilla és una solució predissenyada, que es pot millorar o adaptar a les necessitats. D'entre aquestes destaquen les següents:
- Pointsification, que consisteix a donar punts per les accions de l'usuari. És la plantilla més senzilla. Pot servir de punt de partida i ser completada amb altres elements.
- PBL (Points, Badges, Leaderboards) és la plantilla més usada i combina punts, medalles i classificacions. Les accions que l'usuari realitza li donen punts, que indiquen el progrés, i medalles, que es poden col·leccionar, poden premiar l'assoliment d'un repte, donen reconeixement i són personalitzables. Alhora els punts i les medalles determinen la classificació de l'usuari, que motiva la competició i estableix el seu estatus en el joc.

Moltes de les aplicacions usades per a ludificar a l'aula, com el Kahoot!, utilitzen alguna d'aquestes plantilles.

## Aplicacions de la ludificació
La ludificació apareix per primera vegada aplicada al món del màrqueting i és on ha tingut més aplicacions amb resultats molt diversos, però s'ha estès amb rapidesa a altres sectors com, per exemple; l'educació, la cultura o la recerca científica.

### La ludificació a l'educació
En l'àmbit de l'educació, la ludificació s'ha practicat des de sempre. Així doncs, no és rar trobar professors que utilitzen petits concursos o jocs per facilitar als seus alumnes el seu aprenentatge. Altres experiències similars són les cançons que acompanyen a les llistes que cal memoritzar a l'escola com, per exemple; les de reis, capitals o accidents geogràfics.
Des que James Paul Gee va plantejar un argument basat en què els videojocs són un model de la teoria de l'aprenentatge situat en What Video Games Have to Teach Us About Learning and Literacy en 2003, la noció bàsica que la participació regular en videojocs produeix canvis en el coneixement, les habilitats i les actituds ha aconseguit una acceptació més gran. Encara més, els trenta-sis principis de disseny de jocs de Gee (com ara “aprendre fent”, “ensenyament orientat a l'acció”, problemes ben ordenats i aprendre per mitjà d'una identitat projectiva) han estat utilitzats per dissenyar dotzenes de videojocs per a aprendre, encara que fins fa poc, hi ha hagut relativament pocs exemples de videojocs bons per a aprendre.
Els jocs digitals han rebut l'atenció dels educadors com a llocs on estudiar les competències digitals, com un medi d'expressió i com a eines potencials per a l'aprenentatge Crucial per a un enfocament, que s'ha anomenat l'enfocament socialment situat, és veure els videojocs no només com a eines o artefactes, sinó com a sistemes socioculturals en què les eines són una part essencial. Des d'aquesta perspectiva, els videojocs són un element d'un sistema d'activitat que inclou les persones com a actors, limitacions socials i institucionals més àmplies i altres recursos.
En el context actual els joves passen gran part del seu temps jugant a videojocs o amb tecnologies de la informació i la comunicació, per tant tampoc seria estrany implementar en el procés d'aprenentatge les mecàniques de joc dels videojocs, com la consecució d'assoliments o els sistemes de puntuació; o les seves dinàmiques de joc, com fomentar una sana competició entre els alumnes.
Existeixen diferents maneres d'aplicar la ludificació a una assignatura. Algunes de les estratègies més importants inclouen l'establiment d'una narrativa, el premi en forma de punts o certificacions, la introducció d'elements personalitzadors i de proximitat social, el feedback i els elements relacionats amb la pròpia diversió
La metodologia Just-In-Time-Teaching (JiTT) és un exemple de l'aplicació de tècniques de ludificació en l'àmbit de l'ensenyament.
Aquesta metodologia utilitza mecàniques pròpies dels jocs:
- Sistemes de petites recompenses per accions: A canvi d'un petit percentatge de la nota, es pot aconseguir que els alumnes portin al dia els continguts de l'assignatura. Per exemple, amb petits tests cada poc temps que sumen un deu o un quinze per cent de la nota o sumant punts de participació. És molt el que els alumnes són capaços de treballar per una petita pujada de la qualificació obtingudes de forma instantània.
- Elements de personalització:[49] La llibertat per personalitzar l'assignatura pot convertir el que podria ser un tediós treball en un repte interessant. Per exemple, triar la temàtica dels treballs de recerca o la creació d'un perfil de seguiment en les plataformes d'aprenentatge virtual.
- Sistema de realimentació i competitivitat:[49] Un feedback constant, un seguiment que fa que l'alumne sàpiga en tot moment quin és el seu estat d'aprenentatge.
- Component lúdic:[49] Presentar activitats en forma de joc és, en definitiva, la definició de ludificació. Hi ha multitud de jocs que poden aplicar-se en una aula amb els mitjans dels què disposem avui dia, des del més bàsic quiz, fins a jocs multi jugador que incloguin la realització de preguntes d'elecció múltiple i l'ús de telèfons intel·ligents com a sistemes de resposta a distància.

A partir de les seves teories de Mark Prensky, Begoña Gros, en el llibre La alfabetización digital en la escuela en desprèn els aspectes essencial per crear un joc educatiu:
- Els continguts predominen el joc: conceptes, procediments i valors.
- Els tipus d'habilitats que predominen en l'ús del joc: resolució de problemes, presa de decisions, etc.
- Els tipus de valors i contravalors que es manifesten en el joc.
- Els continguts curriculars representats en el joc: matemàtiques, llengua, medi, etc.
- L'ús de les TIC.

Aquestes tècniques reporten uns beneficis evidents en l'aprenentatge: la interactivitat i la retroalimentació és immediata, la permissivitat i naturalització de l'error elimina gran part de la por al fracàs de l'estudiant alhora que donar el control al “jugador” és un element extra de motivació.

#### Fonaments pedagògics i psicològics
Des de fa molts segles psicòlegs i pedagogs investiguen com es construeix el coneixement. Aquest fet ha portat a què sorgeixen diversos paradigmes psicològics en l'ensenyament-aprenentatge com: el conductisme, cognitivisme, constructivisme i connectivisme.
En aquest cas la ludificació la podem emmarcar dins del constructivisme, on trobem autors com Piaget, Ausubel o Vigostky. Segons aquest corrent les persones construïm el nostre propi aprenentatge a partir dels nostres coneixements previs, l'experimentació i la interacció amb l'entorn. D'aquesta manera cada persona crea els seus propis coneixements per a entendre el món que l'envolta.
Algunes de les teories més rellevants en aquest camp són:
- Teoria genètica de Jean Piaget. Segons aquest autor els coneixements no s'agreguen ni s'acumulen sinó que es construeixen pel mateix alumne a través d'uns mecanismes d'acomodació i assimilació. En altres paraules, la intel·ligència construïda per a resoldre problemes.
- Teoria sociogenètica de Vigostky. Aquesta es basa en la influència de la societat en la construcció dels aprenentatges. Segons aquest autor, l'entorn social és on es desenvolupen els processos psicològics superiors.
- Teoria de l'aprenentatge significatiu d'Ausubel. Aquest apuntava que l'aprenentatge ha de ser significatiu, en altres paraules, útils i funcionals, en oposició a l'aprenentatge memorístic.

Aquesta nova metodologia també està recolzada per les idees de l'Escola Nova, on trobem a Decroly, Freinet o Maria Montessori, entre d'altres.
Katzeff (1999) i Schank (1997) consideren la motivació i la relació d'aquesta amb l'atenció, el reforç i el feedback l'eix principal de l'aprenentatge, tot i que Katzeff determina l'interès per l'aprenentatge per davant de la motivació. Malone (1981) va analitzar la motivació intrínseca dels videojocs educatius, redactant tres aspectes fonamentals pel seu èxit: el repte, la curiositat i la fantasia. P. Greenfield (2000) va dur a terme un estudi amb nens i nenes de 12 a 16 anys utilitzant jocs d'aventures i va arribar a la conclusió que augmenten les estratègies de lectura visual d'imatges i la lectura de l'espai tridimensional, ajuda a treballar l'aprenentatge per observació i la comprovació d'hipòtesis, augmenta la comprensió de les simulacions científiques, i incrementen les estratègies d'atenció en paral·lel. Al mateix temps, A. Licona i D. Piccolotto (2000) consideren que els videojocs augmenten la capacitat per fer servir símbols, la capacitat d'autoregulació en aspectes que estan en el marc de la psicologia de l'aprenentatge social.
Els principis fonamentals de l'Escola Nova els podem resumir en què l'alumne és el centre del procés d'ensenyança-aprenentatge, que el docent actua com a guia partint dels interessos de l'alumnat i les seues necessitats respectant el ritme d'aprenentatge de cada alumne, aprenentatge individualitzat construint els aprenentatges a través de l'experimentació i la interacció amb l'entorn.

#### Avantatges de la ludificació en l'educació
Els avantatges d'introduir la gamificació a l'aula són els següents:
- Incentivació per recompensa: l'oferiment d'una recompensa aconsegueix que l'alumne se senti atret per l'activitat.
- Reconeixement davant els altres: aquest reconeixement s'aconsegueix per la capacitat demostrada de desenvolupar determinades habilitats o competències.
- Motivació: per a alguns estudiants, la competició acostuma a ser un element que els motiva en el progrés cap a l'assoliment dels seus objectius.
- Foment del treball en equip: en els jocs de tipus col·laboratiu i/o cooperatiu, es fomenta el treball en equip, una competència clau que ha de desenvolupar qualsevol estudiant.
- Gaudir d'un entorn comunicatiu més abundant: la gamificació aplicada a l'aula potencia les possibilitats de reforçar el vincle que hi ha entre docent i alumnat.
- Perdre la por al fracàs: es posen riscos de baix nivell d'errada.

Els principals beneficis que aporta la gamificació a l'educació, més enllà de l'augment de la motivació cap a una temàtica en concret, són:
- Permet augmentar la dificultat progressivament, evitant la frustració.
- Estimula la competència social dels participants.
- Promou la participació activa en el procés d'aprenentatge.
- Permet obtenir feedback instantani.

#### Perills de la ludificació en l'educació
- La ludificació s'ha expandit fins a confondre dos aspectes totalment diferents en el joc: l'entreteniment i les recompenses o incentius.[56]
- Determinades plataformes educatives digitals que s'utilitzen per ludificar l'aprenentatge poden esdevenir o ser percebudes com a sistemes de control: permeten al docent controlar tot el que fa l'alumnat i fa sentir a aquest últim observat en tot moment.
- La ludificació pretén fer addictiu l'aprenentatge mitjançant puntatges, incentius, rànquings o missatges personalitzats. L'aprenentatge basat exclusivament en aquests incentius extrínsecs pot tenir resultats a curt termini però sense motivació intrínseca (teoria de l'autodeterminació) es corre el perill que l'alumne deixi de resoldre desafiaments o misteris, construir idees o projectes, explorar, participar, proposar o compartir coneixements com una cosa atractiva en si mateixa. A més, l'existència de rànquings fomenta la competitivitat i pot provocar la desmotivació dels alumnes que estiguin en les pitjors posicions.[57]
- Els incentius extrínsecs per a l'aprenentatge promouen l'amor pels premis més que pel fet d'aprendre. En aquest sentit, aquests estudis es qüestionen que un alumne pugui esdevenir un ésser lliure en un ambient totalment controlat per eines de ludificació.s[58]
- Els beneficis de la ludificació a llarg termini i el seu impacte en el sistema educatiu en el seu conjunt encara no han estat confirmats científicament. L'existència d'alguns indicadors observables com les qualificacions o l'assistència no són concloents en el sentit que la gamificació augmenti la motivació dels estudiants o de vincular aquesta motivació amb els resultats de l'aprenentatge.[59]
- Un altre perill és caure en la situació d'afegir més diversió perquè l'alumnat aguanti més temps atrapat en una activitat i anar deixant en un segon terme el fet d'afegir dificultats que realment els generi interès i els permeti millorar la seva implicació cognitiva. Cal, doncs, focalitzar-se en crear activitats que requereixin més esforç, però al mateix temps que aquestes activitats generin la sensació a l'estudiant que val la pena dedicar aquest esforç.[60]
- El mesurament de l'aprenentatge mitjançant aquesta tendència és difícil de valorar. Les valoracions aportades pels punts, les insígnies o les classificacions, entre d'altres, ens aporten informació sobre el progrés de l'estudiant en el sistema, però no de l'aprenentatge assolit (quant aprèn), donat que l'activitat en el joc no és una mesura de competència en si mateixa.[60]

#### Aplicacions per a crear experiències educatives mitjançant la ludificació
El ventall d'aplicacions per a dissenyar activitats d'aprenentatge fent ús de la gamificació és molt ampli. Alguns exemples són els següents:
- Cerebriti Edu: eina que permet crear jocs educatius en molt poc temps i sense ser necessari disposar de coneixements de programació. També es dona la possibilitat que l'alumnat en pugui crear. Hi ha deu modalitats de jocs diferents i es pot compartir el contingut de creació pròpia. Les activitats es poden classificar per activitat i àrea/matèria i els alumnes aniran acumulant punts i, evidentment, aprenentatge a mesura que les vagin realitzant.[61]
- ClassCraft: aplicació que permet convertir les classes en un joc de rol. En aquesta aplicació l'alumnat es converteix en diferents avatars que mitjançant la realització de tasques i proves obté recompenses i el seu personatge professa dins el joc. També es potencia que s'ajudin els uns als altres per guanyar punts.[62]
- ClassDojo: esdevé una eina de gestió de l'aula que afavoreix en gran manera una millora del comportament dins d'aquesta. L'eina en qüestió disposa d'un sistema de recompenses i de feedback en temps real amb l'objectiu de generar un compromís en els alumnes i ajudar a fer que mostrin un major interès pels continguts que es treballen. Així doncs, amb aquesta eina es reforcen els comportaments positius dels estudiants, ja que aquests mostren predisposició a aconseguir les millors recompenses possibles. A més incorpora l'opció de compartir amb les famílies de l'alumnat els resultats. D'aquesta manera docents, alumnes i famílies tenen la mateixa informació disponible.[63]
- Educaplay: plataforma on trobar i crear recursos educatius basats en ludificació a l'aula. Aquesta plataforma global amb presència destacada en més de trenta països, permet crear i compartir catorze tipus d'activitats multimèdia educatives en onze idiomes. El seu ús és senzill i intuïtiu. És gratuït en la seva llicència bàsica, tot i que si es volen algunes funcionalitats, cal pagar una subscripció. Es pot jugar des de qualsevol dispositiu gràcies a la seva tecnologia basada en HTML5. Integra de forma senzilla les activitats dins dels blogs i plataformes LCMS, com Moodle, compatibles amb SCORM.
- GoalBook: és una plataforma digital que va ser creada per implicar a estudiants, professorat i pares en l'èxit acadèmic dels primers. La plataforma disposa d'un sistema de recompenses propi i permet compartir els assoliments de cada discent amb els pares i la resta de companys/es, fet que incentiva al progrés. El professorat pot comprovar molt fàcilment els aprenentatges i progressos de cada alumne/a.[64]
- Kahoot!: és una plataforma gratuïta que permet la creació de qüestionaris d'avaluació. El professor crea concursos per tal de reforçar els aprenentatges dels alumnes d'una manera lúdica.[65]
- Kubbu: aplicació en línia que permet a l'usuari crear concursos en línia, jocs i mots encreuats i després col·locar tota aquesta classe d'elements en un lloc web o Wiki de classe o bé enviar-los a adreces electròniques. A més, l'aplicació permet fer un seguiment del rendiment dels estudiants i en facilita una anàlisi estadística.[66]
- Online Quiz Creator: aplicació per a fer qüestionaris usant gamificació molt semblant al Kahoot!.[67]
- Plickers: eina gratuïta de realitat augmentada que permet realitzar tests, preguntes o enquestes als estudiants per part d'un professor d'una manera molt senzilla, dinàmica i atractiva i obtenir en temps real les respostes, veient qui ha contestat bé i qui no. L'avantatge addicional és que no necessita que cada estudiant tingui un dispositiu electrònic, sinó que només el professor haurà de tenir un smartphone o una tauleta per recollir les respostes que faciliten els estudiants mitjançant targetes amb codis QR.
- ProProfs: aplicació que ofereix la possibilitat de crear jocs online, exàmens, enquestes, avaluacions, flashcards, concursos, preguntes, etc. S'ofereix d'una forma molt senzilla i alhora divertida pels estudiants que la fan servir.[68]
- Brainscape:[69] Eina per crear i compartir els propis jocs de “flashcards”. És una de les plataformes amb major quantitat i varietat de targetes digitals per a l'ensenyança.
- Knowre.[70] Plataforma online de gamificació que inclou reptes sobre àlgebra i geometria, i que busca ser un accessori per a la classe més formativa.
- Duolingo: ferramenta de col·laboració per practicar diferents idiomes a través de nivells, començant pels més bàsics i anant adquirint dificultat a mesura que milloren.
- Scratch: aplicació per a programar jocs d'una manera divertida i creativa, ajudant a desenvolupar el pensament lògic amb la recerca de diferents solucions a un problema.
- Trivinet:[71] aplicació que adapta el joc de taula Trivial, l'alumnat pot generar el seu propi trivial de manera col·laborativa i després competir per equips de manera digital.
- Wevideo:[72] és una aplicació Online que serveix per editar videos i compta amb moltes possibilitats: afegir text, imatges, efectes especials, música i inclus diverses transicions en 3D.
- Magic set editor:[73] és un programa que ens permet crear i editar tot tipus de cartes.

### Casos reals d'aplicació de la ludificació a l'aula
Exemples a l'etapa d'Infantil:
- En el fondo del mar[74] (CEIP Cierva Peñafiel- Murcia) Experiència que es porta a terme en una aula de 4 anys. L'alumnat rep un correu on un peix els proposa superar una sèrie de reptes per conèixer més el fons del mar.

- Las aventuras de Ana y Otto en el espacio[75]. Pedro Luque tutor de 4 anys porta a terme aquesta experiència on Ana i Otto es troben en l'espai amb la seua nau avariada, aleshores l'alumnat ha d'ajudar-los a reparar-la.

#### Exemples a l'etapa de Primària
- Gamifiquem l'aula a Primària!! L'Antiga Grècia: El viatge a Emporion[76] (Escola La Vila de Palamós) és una experiència de gamificació guardonada amb el tercer premi als Mobile Learning Awards 2018 dins del marc del Mobile World Congress.[77] Els estudiants de quart, cinquè i sisè de primària inicien l'experiència sent esclaus i se'ls desafia a arribar a ser un súper atleta aconseguint puntuacions en superar diferents reptes. L'experiència incorpora elements gamificadors com avatars, insígnies i Kahoot! entre d'altres.

- Seguim les passes de... Cervantes[78] (Escola Sant Gervasi de Mollet del Vallès) és una experiència de gamificació participant en els Mobile Learning Awards 2018.[77] S'encomana als estudiants de sisè de primària la realització d'una obra de teatre sobre l'Edat Moderna. Aquests, a mesura que superen missions (reptes), augmenten nivells (de grumet fins a capità) i aconsegueixen punts d'experiència i insígnies. L'experiència també inclou elements com la creació d'un blog i una activitat de geocaching a través de la qual arriben al tresor.
- Les Olimpiades de l'antiga Grècia: Camí a Olímpia.[79]Aquesta experiència s'ha dut a terme amb l'alumnat de cicle superior en l'àrea d'Educació física, tot i que gràcies a la seua interdisciplinarietat treballa continguts d'altres àrees.

Exemples a l'etapa de secundària:
- El misteri del temps.[80] Experiència dissenyada per Ignacio Maté Puig per a treballar les ciències socials a 2n d'ESO. Al llarg d'aquesta es treballen continguts de l'edat mitjana.
- Ethos Files:[81] experiència d'un joc de rol en l'assignatura de Valors Ètics en ESO. L'alumnat se separa per grups, els quals crearan els seus propis personatges i el seu propi univers utilitzant el sistema Fate Acelerado.
- El mocador 4.0:[82] Experiència en l'assignatura d'Història d'Espanya per a 2n de Batxillerat. S'utilitza l'aplicació Kahoot! i consisteix en contestar preguntes curtes en un temps determinat, que després queden recollides en un rànquing grupal.

#### Exemples a l'etapa Universitària
- Gamificació amb PBL[83] -Points (punts), Badges (insígnies) i Leaderboards (classificacions)-[19][20][21] és una experiència de la Universitat d'Extremadura dins del marc del grau d'Educació Infantil. La gamificació s'inclou en l'avaluació contínua de l'assignatura TIC Aplicades a l'Educació i els resultats mostren un augment en la motivació dels discents.

### La ludificació en l'economia i el màrqueting
En el cas concret del màrqueting i el món empresarial, la ludificació es redefineix com un conjunt de tècniques amb les quals oferir al client una experiència agradable i divertida per tal que s'involucri en l'activitat empresarial, que consumeixi més, que es fidelitzi i, en definitiva, respongui millor a l'estímul comercial.
La tendència dominant cap a la qual es dirigeix el màrqueting està canviant de l'intercanvi de béns a una lògica basada en una relació més interactiva entre el client i el servei. Aquesta transició és possible gràcies als avenços de la tecnologia digital i altres formes innovadores de canalitzar les operacions empresarials. Amb la proliferació d'entorns digitals com el comerç electrònic, el màrqueting digital, l'i-business, etc., la informació digital s'ha convertit en una part essencial de les estratègies de màrqueting.
La ludificació en els negocis no seria ni eficaç ni efectiva si es portés a terme fora de l'entorn digital. Com a exemple, els programes de fidelització de marca serien molt tediosos de gestionar sense l'ajuda digital de les bases de dades i la comunicació en línia.
Aquests són els objectius de la ludificació en el màrqueting:
- Reduir els temps d'adopció de productes i serveis
- Superar a la resistència natural del públic a participar en processos repetitius o avorrits
- Incrementar el nivell d'atenció d'una audiència
- Crear experiències memorables per associar valors a marques
- Atreure i retenir clients
- Fomentar la viralitat dels continguts

### La ludificació en la recerca
Una aplicació rellevant és Foldit, un videojoc en línia creat pel Center for Game Science de la Universitat de Washington, sobre el plegament de proteïnes. L'any 2011, es va convidar als usuaris registrats al joc (en aquell moment eren 240.000) a configurar l'estructura d'un enzim associat al virus de la sida. Gràcies a les mecàniques de joc aplicades a la investigació científica, els jugadors van resoldre en tres setmanes un problema al qual científics d'arreu s'havien enfrontat durant més de 15 anys. L'any 2012, la revista de divulgació científica Scientific American va publicar que els jugadors de Foldit havien aconseguit per primera vegada el redisseny d'una proteïna gràcies al proveïment participatiu. A inicis del 2014, Foldit té més de mig milió d'usuaris registrats.

### La ludificació en el món laboral
S'estima que cada any les economies dels països desenvolupats perden milers de milions d'euros a causa de treballadors poc involucrats o desmotivats. Existeixen estudis que mostren que quan els treballadors estan involucrats la seva productivitat augmenta ordres de magnitud. Per aquest motiu la ludificació entra al món laboral.
Aplicant les tècniques de ludificació s'incrementa la productivitat i millora l'ànim dels treballadors. L'institut de recerca iOpener Institute for People and Performance mostra en un dels seus estudis que els treballadors feliços són el doble de productius, mantenen el seu treball cinc vegades més temps i demanen la baixa deu vegades menys.
Al mercat laboral, la ludificació s'utilitza també com a tècnica per atraure i retenir el talent dels empleats o futurs treballadors i últimament ha començat a formar part dels processos de reclutament.
Segons Gartner (una de les principals consultores en investigació de les tecnologies de la informació) més del 50% de les empreses del rànquing Global 2000 de Forbes aplicaran la gamificació en el 2015.
Els beneficis de la gamificació a l'entorn laboral són les següents: 
- Fidelització dels treballadors i dels clients.
- Reducció de costos en formació i estratègies de motivació.
- Motivació.
- Compromís.
- Sentiment de pertinença.
- Treball en equip.

Exemples:
Correos tenia planejat renovar la seva pàgina web, tasca que implica una acurada revisió dels materials per tal de bolcar només aquelles pàgines útils. Per això Correos, com a primera opció, va contactar amb una consultoria per calcular el que trigaria a fer aquesta revisió. En total la consultora va estimar uns quatre mesos en dur a terme una revisió completa.
Amb l'objectiu de donar-li un enfoncament diferent a aquesta tasca, l'empresa va contactar també amb Wonnova, companyia especialitzada en Gamificació. Aquesta va proposar confiar en els empleats perquè fossin aquests qui s'encarreguessin de la tasca. En una campanya que va durar tan sols 13 dies, els més de 1.700 treballadors que es van unir a l'aventura van aconseguir revisar 16.000 de les 25.000 pàgines que componien l'antiga web de Correos, enviant més de 50.000 propostes de millora i estalviant a la companyia un 70% de costos.
Deloitte va posar en marxa un programa amb l'objectiu que els empleats accedissin amb més freqüència i durant més temps al sistema. Per aconseguir-ho va crear una Leadership Academy, un portal formatiu amb tècniques de ludificació que proposava tasques i reptes per mantenir la gent connectada durant més temps. L'empresa també destaca per la seva app «Who-What-Where», eina que ha permès millorar la relació i els processos de comunicació entre els empleats.

### La ludificació i la Viquipèdia
A la viquipèdia també s'utilitza la ludificació per millorar la wikidata, amb el joc Wikidata The Game s'obtenen punts per pujar en la taula de classificació, ajudant a decidir si hi ha articles que s'han de fusionar, detectar si es fa referència a una persona i de quin gènere és.

## Història
Encara que el terme gamificatión va ser encunyat el 2002 per Nick Pelling, un programador informàtic d'origen britànic i inventor, no va guanyar popularitat fins a l'any 2010. Fins i tot abans de la utilització massiva del terme, altres camps ja havien començat a utilitzar elements clàssics dels videojocs, per exemple al camp de les dificultats d'aprenentatge i la visualització científica van adaptar elements dels videojocs.
Des del 2010, la ludificació es va fer extensiu, en un sentit més concret per la incorporació dels aspectes socials i de recompensa de jocs als programes informàtics. La tècnica va capturar l'atenció dels inversors de capital de risc, un dels quals va dir que considerava la ludificació el camp amb més futur dins del món del joc informàtic. Un altre va observar que la meitat de totes les empreses que cerquen finançament per a les aplicacions de programari de consum esmentaven el disseny dels jocs en les seves presentacions.
Diversos investigadors consideren la ludificació estretament relacionada amb el treball anterior sobre l'adaptació dels elements de joc de disseny i tècniques de contextos que no són jocs. Deterding et al. en el seu estudi sobre la interacció humà-ordinador van utilitzar elements del joc per motivar i dissenyar interfícies, i Nelson advoca per una connexió tant del concepte de la competència Soviètica socialista, i la tendència de gestió nord-americana de "diversió a la feina". Fuchs assenyala que la ludificació podria ser impulsada per les noves formes de les interfícies lúdiques. Les conferències sobre la gludificació també han incorporat l'element de la simulació; per exemple. Will Wright, dissenyador del videojoc SimCity 1989, va ser l'orador principal en la conferència Ludification Gsummit del 2013.
A més de les empreses que utilitzen la tècnica, altres empreses han creat plataformes per a la ludificació. A l'octubre de 2007, Bunchball, amb el suport d'Adobe Systems Incorporated, va ser la primera empresa a oferir una mecànica de joc com un servei, en Dunder Mifflin Infinity, el lloc de la comunitat per a la televisió NBC show The Office. Bunchball clients han inclòs Playboy, Chiquita, Bravo, i la Xarxa dels EUA. El juny de 2009 una nova empresa amb seu a Seattle anomenada BigDoor va ser fundada, proporcionant la tecnologia de la ludificació a llocs web sense jocs d'atzar. Badgeville, que ofereix serveis de ludificació, es va posar en marxa a finals de 2010, i va créixer $ 15 milions en fons de capital de risc en el seu primer any de funcionament. El 2011, any que va ser llançat Playlyfe es va començar a oferir la ludificació com un servei als desenvolupadors i les empreses individuals.
Entre les firmes empresarials establertes, SAP AG, Microsoft, IBM, SAP, LiveOps, Deloitte, i altres empreses han començat a utilitzar la ludiificació en diverses aplicacions i processos.
Gamification 2013, un esdeveniment que explora el futur de la ludification, es va dur a terme a la Universitat de Waterloo al Campus de Stratford, a l'octubre de 2013.